# Цулукидзе, Варден Григорьевич
Варден Григорьевич Цулукидзе (груз. ვარდენ გრიგოლის ძე წულუკიძე; 8 ноября 1865 — 20 мая 1923) — князь, генерал-майор Российской императорской армии, участник Первой мировой войны. Кавалер Георгиевского оружия (1917).

## Биография
Варден Григорьевич Цулукидзе родился 8 ноября 1865 года в дворянской княжеской семье Цулукидзе. Окончил Тифлисский кадетский корпус. 26 августа 1884 года поступил на службу в Российскую императорскую армию юнкером рядового звания в 3-е военное Александровское училище, из которого был выпущен подпоручиком (со старшинством с 7 августа 1885 года) в 8-й Закаспийский стрелковый батальон. 7 августа 1889 года получил старшинство в чине поручика, 15 марта 1898 года — в чине штабс-капитана, 6 мая 1900 года — в чине капитана. В течение шести лет, трёх месяцев и 25 дней — был командиром роты, затем, 2 года, 11 месяцев и 28 дней занимал должность командира батальона. 26 февраля 1905 года получил старшинство в чине подполковника, 6 декабря 1910 года — в чине полковника.
Участвовал в Первой мировой войне. До середины ноября 1914 года служил в 208-м пехотном Лорийском полку. 16 ноября 1914 года был назначен командиром 205-го пехотного Шемахинского полка, по состоянию на 23 августа 1915 года находился в той же должности. С 8 декабря 1915 года из-за ранения находился в резерве чинов при штабе Кавказского военного округа, по стоянию на середину января 1917 года состоял там же. 10 апреля 1916 года «за боевые отличия» был произведён в генерал-майоры со старшинством с 21 апреля 1915 года.
С 1918 по 1921 годы служил в армии Грузинской демократической республики. После установления советской власти в Грузии, в марте 1923 года был арестован и обвинён в участии в подпольной организации «Военный центр». 20 мая 1923 года Варден Цулукидзе был расстрелян.

## Награды
Варден Григорьевич был удостоен следующих наград:
- Георгиевское оружие (Высочайший приказ от 15 января 1915);
- Орден Святого Владимира 3-й степени с мечами (Высочайший приказ от 26 февраля 1915);
- Орден Святого Владимира 4-й степени с мечами и бантом (Высочайший приказ от 27 февраля 1915);
- Орден Святой Анны 2-й степени (Высочайший приказ от 16 мая 1914); мечи к ордену (Высочайший приказ от 31 августа 1916);
- Орден Святой Анны 3-й степени (1907);
- Орден Святой Анны 4-й степени (Высочайший приказ от 23 августа 1915);
- Орден Святого Станислава 2-й степени (1911); мечи к ордену (Высочайший приказ от 19 ноября 1916).